# فرپورت (ویرجینیای غربی)
فرپورت (به انگلیسی: Freeport) یک منطقهٔ مسکونی در ایالات متحده آمریکا است که در Wirt County واقع شده‌است.